# Mistrzostwa Polski Par Klubowych na Żużlu 1979
Mistrzostwa Polski Par Klubowych na Żużlu 1979 – zawody żużlowe, mające na celu wyłonienie medalistów mistrzostw Polski par klubowych w sezonie 1979. Rozegrano trzy turnieje ćwierćfinałowe, dwa półfinałowe oraz finał, w którym zwyciężyli zawodnicy Falubazu Zielona Góra.

## Finał
- Gniezno, 5 lipca 1979

| Miejsce | Kluby                 | Suma | Zawodnicy                       | Punkty                        |
| ------- | --------------------- | ---- | ------------------------------- | ----------------------------- |
| złoto   | Falubaz Zielona Góra  | 23   | Andrzej Huszcza Henryk Olszak   | 10 (2,2,3,w,3) 13 (3,3,2,3,2) |
| srebro  | Polonia Bydgoszcz     | 18   | Henryk Glücklich Marek Ziarnik  | 8 (3,2,2,1,0) 10 (1,1,3,2,3)  |
| brąz    | Start Gniezno         | 15   | Wojciech Kaczmarek Jan Puk      | 8 (2,3,0,1,2) 7 (1,2,1,2,1)   |
| 4       | Stal Gorzów Wlkp.     | 14   | Jerzy Rembas Bogusław Nowak     | 9 (d,3,2,3,1) 5 (3,0,w,2,0)   |
| 5       | Kolejarz Opole        | 13   | Jacek Goerlitz Alfred Siekierka | 12 (2,1,3,3,3) 1 (0,d,w,0,1)  |
| 6       | Włókniarz Częstochowa | 4    | Józef Kafel Daniel Chmielowski  | 4 (1,1,1,1,w) 0 (0,0,0,u,–)   |